# Teresa Silva Carvalho
Teresa Silva Carvalho (Lisboa, 8 de setembro de 1935 – Lisboa, 7 de dezembro de 2023) foi uma ilustre cantora portuguesa.

## Biografia
Começou a sua carreira aos 18 anos cantando fado depois de frequentar com empenho aulas de canto que lhe prognosticavam uma carreira no canto lírico. A sua primeira aparição em TV é no Brasil onde também atua ao vivo. 
Teve aulas de canto com Maria Amélia Duarte D'Almeida, e prosseguiu os seus estudos académicos na Escola de Hotelaria e Turismo.
Foi professora de música no Instituto Vaz Serra, em Cernache do Bonjardim (Sertã), nas décadas de 1950 e 1960, tendo em 1965 partido para o Brasil para participar na Expo Portugal de Hoje, no Rio de Janeiro. De regresso a Portugal, o fadista João Ferreira-Rosa (1937-2007) convidou-a para fazer parte do elenco da casa de fados Taverna do Embuçado, no bairro lisboeta de Alfama, onde se manteve durante vários anos.
O primeiro disco gravou para a Tecla em 1969 onde ainda gravou um segundo disco mas depois passou para a Valentim de Carvalho.
Em 1972, colabora no disco de José Afonso "Eu vou ser como a toupeira". Com Paulo de Carvalho e Tonicha participa na 14ª edição da Taça da Europa de Cantares de Knokke.
Lança o álbum "Fados" em 1976 e são lançados vários EP com as canções do disco. Participa no Festival RTP da Canção de 1977 com a canção "Canção sem grades", com letra  de Rita Olivaes e música de Manuel José Soares.  No Lado B aparece "Ícaro" com poema de José Régio e musica de José Luís Tinoco.
Em 1977 edita o seu mais reconhecido álbum , "Ó rama, ó que linda rama", com produção de Vitorino. O disco inclui temas populares e várias versões de José Afonso, bem como a canção "Verdes São os Campos" com poema de Luis de Camões.
Em 1979 participa no Festival RTP da Canção com os temas "Cantemos até Ser Dia" de Pedro Osório, que ficou em 9º lugar na final, e "Maria, Maria", que ficou em 6º lugar na 3ª semifinal.  Participou no programa "E o resto são cantigas" (1981) dedicado ao maestro Frederico Valério.
Teresa Silva Carvalho e Carlos do Carmo actuam juntos em vários espectáculos. Em 14 de Outubro de 1985 actua, com Carlos do Carmo, no Centro de Arte Moderna da Fundação Calouste Gulbenkian, num concerto dedicado aos Fados e Canções de Lisboa.
A 31 de Janeiro de 1986 participa num concerto de homenagem a Jacques Brel realizado no Instituto Franco-Português. Este espectáculo integraria ainda as actuações de Janita Salomé, José Mário Branco, Sérgio Godinho, Carlos do Carmo, Vitorino e a participação especial de Juliette Gréco. 
Em 1988 participou no 7º episódio do programa "Humor de Perdição", de Herman José, num episódio dedicado a Florbela Espanca.
Após este período de sucesso e reconhecimento artístico, Teresa Silva Carvalho opta pela sua vida privada e afasta-se do mundo do espectáculo.
Teresa Silva Carvalho gravou poetas como António Botto, Mário de Sá-Carneiro, Ary dos Santos, Almeida Garrett e Fernando Pessoa. 
Teresa Silva Carvalho morreu a 7 de dezembro de 2023 em Lisboa, vítima de doença prolongada.

## Prémios e reconhecimento
Recebeu o Prémio de Imprensa na categoria revelação (fado), atribuído em 1970 pelo Sindicato dos Jornalistas.
Foi uma das 50 figuras do fado e da guitarra portuguesa homenageadas, em 2012, aquando da celebração do primeiro aniversário do fado enquanto Património Imaterial da Humanidade, tendo nessa altura recebido a Medalha Municipal de Mérito (Grau Ouro), da cidade de Lisboa. 

## Discografia
Entre a sua discografia encontram-se: 
- Sol Nulo dos Dias Vãos (EP, Tecla, 1969) TE 031 - ("Estranha Contradição" / "Nunca me Fales Verdade" / "Sol Nulo dos Dias Vãos" / "Caminhos Sem Fim")
- Um Pouco Mais de Sol (EP, Tecla, 1969) - ("Um Pouco Mais de Sol" / "Quem Sou" / "Minha Cruz" / "As Cinzas d'uma Saudade")
- Teresa Silva Carvalho - LP - Tecla - TES40014
- "Adágio" / "Canção Grata" / "Balada para um Súbdito" / "Barca Bela" (EP, Movieplay) SON100018
- Amar (EP, A Voz Do Dono/VC) - ("Frustração" / "Fadista Louco" / "Amar" / "Amor Tornado Momento")
- Fados (LP, Orfeu, 1976)
- Fados 1 - Dispersão (EP, Orfeu, 1976) ATEP 6701 - ("Dispersão" / "Um Grande Amor" / "Choram Meus Olhos")
- Fados 2 - Quadras Populares (EP, Orfeu, 1976) ATEP 6702 - ("Quadras Populares" / "Ilusão Perdida" / "Coração Ferido de Amor" / "Amor Total")
- Fados 3 - Impressão Digital (EP, Orfeu, 1976) ("Impressão Digital" / "Árvores do Alentejo" / "Coisas de Aleixo")
- "Canção Sem Grades" / "Ícaro" - (Single, Orfeu) - KSAT 579
- Ó Rama, Ó Que Linda Rama (LP, Orfeu, 1977) SB1095[14]
- "Cantemos até Ser Dia" / "Maria Maria" (Single, Orfeu, 1979)

Colectâneas
- O Melhor dos Melhores (nº 35) (CD, Movieplay, 1994)
- Canções Gratas (CD, Strauss, 1994) - ST 03011010172
- Inesquecíveis - CD - Planeta Agostini
- Álbum de Recordações (2008)

Compilações
- Chuva na Areia - Ana do Mar

## Principais interpretações
- Amar - Teresa Silva Carvalho / Florbela Espanca
- Amor tornado momento - Popular (Fado Dois Tons) / Manuela de Freitas
- Frustração - Carlos Neves (Fado Tamanquinhas) / Manuela de Freitas
- Estranha contradição - Frederico de Brito / Manuela de Freitas.
- Um grande amor - Casimiro Ramos / Fernanda de Castro.
- Sol nulo dos dias vãos - J. Black / Fernando Pessoa.
- Fadista Louco - Jaime Santos / Domingos Gonçalves da Costa
- Caminhos sem fim - Júlio Proença / Rita M. Carvalho.
- Barca bela - Teresa Silva Carvalho / Almeida Garrett.
- Minha cruz - José Marques / J. António Sabrosa.
- Dispersão - José Marques Amaral / Mário de Sá Carneiro
- Amor total - Alfredo Correeiro / Manuela de Freitas.
- Árvores do Alentejo - Teresa Silva Carvalho / Florbela Espanca
- Choram meus olhos - Joaquim Campos / António Botto
- Verdes são os campos - Zeca Afonso / Luís de Camões
- Nunca me fales verdade - Alfredo Marceneiro / Augusto Gil.
- Ó Rama ó que linda rama - Popular Alentejo / Popular Alentejo
- Um pouco mais de sol - Miguel Ramos / Mário de Sá Carneiro.
- Impressão digital - Alfredo Marceneiro / António Gedeão.
- Quadras populares - Armandinho / Fernando Pessoa.
- Coração Ferido de amor - Álvaro D. Simões / Maria Aires Campos.
- Ilusão perdida - Joaquim Campos / Fernando Pessoa.
- Coisas do Aleixo - Popular / António Aleixo.
- As cinzas de uma saudade - Joaquim Campos / António Amado
- Quem sou - Pedro Rodrigues / A. Campos

Alguns dos seus fados mais conhecidos são "Nunca me fales verdade" de Augusto Gil e Alfredo Marceneiro e "Choram meus olhos" de António Botto e Joaquim Campos.